# Rich snippets
Đoạn mã chi tiết (tiếng Anh là "Rich snippets") là các đoạn mã nội dung nhỏ bổ sung cho nội dung chính của trang Web trên các trang kết quả tìm kiếm do các công cụ tìm kiếm như Google , Yahoo và Bing gọi là. Sử dụng các đoạn mã chi tiết này , người dùng có thể biết trước liệu các trang web được liệt kê trong kết quả tìm kiếm có liên quan để tìm kiếm thêm hay không. Việc sử dụng đoạn mã chi tiết cũng nhằm mục đích trợ giúp người dùng với một số truy vấn tìm kiếm nhất định. 
Trái ngược với các đoạn trích thông thường, xuất hiện dưới dạng thông tin văn bản ngắn trong các kết quả tìm kiếm tương ứng, các tiện ích mở rộng này chứa các bổ sung thông tin đơn giản khác cho kết quả tìm kiếm, chẳng hạn như B. xếp hạng sao hoặc giá sản phẩm của trang web được đề cập.

## Giới thiệu
Vào ngày 12 tháng 5 năm 2009, công cụ tìm kiếm Google đã giới thiệu Rich Snippets .  Vào tháng 4 năm 2012, Google thông báo rằng họ sẽ hỗ trợ rich snippets cho các sản phẩm trên toàn thế giới. 

## Các định dạng đánh dấu được hỗ trợ

### Microdata
Thông qua Microdata (vi dữ liệu) nội dung có thể được mô tả trong một loại thông tin cụ thể. Nó có thể đánh giá, thông tin thêm về người hoặc sự kiện được mô tả.
Ví dụ về mã HTML có đánh dấu vi dữ liệu:
```
< div  itemscope  itemtype = "http://schema.org/Person" > 
  Tên tôi là < span  itemprop = "name" > Max Mustermann </ span > 
    nhưng hầu hết mọi người gọi tôi là < span  itemprop = "alternateName" > Max </ nhịp > .
     Đây là trang web của tôi:
  < Một  href = "http://www.example.com"  itemprop = "url" > www.example.com </ một > 
     Tôi sống ở thành phố Ví dụ ở Áo và làm việc như một < khoảng  itemprop = "Chức danh" > Thợ cơ khí </ span > 
     tại công ty < span  itemprop = "worksFor" > MOTOR- FIRMA </ span > .
</ div >

```

### Microformats
Microformats (Vi định dạng) là các thực thể đơn giản cũng có thể được sử dụng trên các trang web để mô tả một số loại thông tin. Mỗi thực thể có những đặc điểm riêng. Ví dụ, về vi định dạng với các thuộc tính như tên, địa chỉ, địa chỉ e-mail, v.v.
Ví dụ về mã HTML có đánh dấu vCard vi định dạng (Người):
```
< div  class = "vcard" > 
      < img  class = "photo"  src = "www.example.com/maxmustermann.jpg"  /> 
      < strong  class = "fn" > Max Mustermann </ strong > 
      < span  class = "title " > Workshop manager </ span > at < span  class = " org " > MUSTERMANN-LADENDORF-Reviews </ span > 
      < span class = "adr" > 
      < span  class = "street-address" > Musterstrasse 14 </ span > 
      < span  class = "locality" > Duckburg </ span > , < span  class = "region" > Calisota </ span > 
      < span  class = "postal-code" > XY7 </ span > 
   </ span >
</ div >

```

### RDFa
Các kiểu thông tin RDFa còn được gọi là các thực thể hoặc phần tử. Mỗi thực thể lần lượt có một số thuộc tính. Ở một người z. B. tên tài sản, v.v. 
Ví dụ về mã HTML có đánh dấu RDFa:
```
< div  xmlns: v = "http://rdf.data-vocabulary.org/#"  typeof = "v: Person" > 
  Tên tôi là < span  property = "v: name" > Max Mustermann </ span > ,
    nhưng hầu hết mọi người gọi tôi là < span  property = "v: nickname" > Max </ span > .
   Đây là trang web của tôi:
    < Một  href = "http://www.example.com"  rel = "v: url" > www.example.com </ một > .
  Tôi sống ở Thành phố Mẫu ở Áo và làm thợ cơ khí < span  property = "v: title" > </ span > 
  tại < span  property = "v: affiliation" > MOTOR-FIRMA </ span > .
</ div >

```

## Phân loại đoạn mã chi tiết
Event (Thông tin sự kiện)
Thông tin sự kiện như buổi hòa nhạc diễn ra vào một ngày cụ thể có thể được xem bằng cách sử dụng đoạn mã chi tiết.
Breadcrumbs (Đường dẫn)
Đường dẫn hoặc đường dẫn điều hướng bao gồm một số liên kết. Đường dẫn điều hướng này giúp người dùng hiểu thứ bậc của một trang web và điều hướng trang web cho phù hợp.
Person (Con người)
Nếu chi tiết liên hệ (mọi người) và thông tin từ mạng xã hội được liệt kê trong phần nội dung của trang web, chúng sẽ được nhận dạng và hiển thị trong kết quả tìm kiếm.
Recipes (Công thức nấu ăn)
Các đoạn mã phong phú về công thức nấu ăn có thể cung cấp cho người dùng thông tin bổ sung về các công thức nấu ăn cụ thể như thời gian nấu hoặc thông tin về lượng calo. Một xếp hạng sao cũng có thể.
Software apps (Ứng dụng phần mềm)
Nếu thông tin về một ứng dụng phần mềm được đánh dấu, công cụ tìm kiếm có thể nhận ra nó và hiển thị chi tiết về nó trong kết quả tìm kiếm tốt hơn.
Reviews (Đánh giá)
Nếu các xếp hạng hoặc đánh giá được bao gồm, chúng sẽ được hiển thị trên trang có liên quan. Thường sử dụng thang điểm từ 1 (kém nhất) đến 5 (tốt nhất).
Music (Âm nhạc)
Khi người dùng tìm kiếm album hoặc bài hát, công cụ tìm kiếm sẽ hiển thị thông tin hoặc liên kết đến các bài hát hoặc mẫu âm thanh tương ứng trong kết quả tìm kiếm.
Products (Các sản phẩm)
Các đoạn mã chi tiết cho sản phẩm được sử dụng để cung cấp cho người dùng thông tin bổ sung về một sản phẩm cụ thể như giá cả hoặc tình trạng còn hàng cũng như báo cáo trải nghiệm.

## Ngữ nghĩa của đoạn mã chi tiết
Đoạn mã chi tiết cho phép quản trị viên web hiển thị các ý nghĩa bổ sung trong trang web của họ. Những ý nghĩa như vậy thường được gọi là ngữ nghĩa . Xu hướng đối với các mã như vậy đã tồn tại từ lâu và đang được thảo luận trên toàn cầu dưới tiêu đề web ngữ nghĩa .
Với Lợi ích của Rich Snippets (đoạn trích chi tiết) các chủ trang web có thể làm nổi bật hơn kết quả của mình trên bảng tìm kiếm góp phần làm tăng tỷ lệ nhấp chuột, lưu lượng truy cập tự nhiên.

## Tham Khảo
1. ↑  "Tìm hiểu cách thức hoạt động của dữ liệu có cấu trúc -Google".
2. ↑  "Rich Snippets là gì? Cách tối ưu Rich Snippets".[liên kết hỏng]
3. ↑  "Giới thiệu Rich Snippets - Google".
4. ↑  "Gửi và lưu danh bạ dưới dạng vCard - Microsoft".